# Hans Kotter
Hans Kotter (* 1480 à Strasbourg, † 1541 à Berne) est un compositeur et organiste allemand de la Renaissance.

## Biographie
Il étudia avec Paul Hofhaimer de 1498 à 1500. Puis jusqu'en 1508, il fut organiste à la cour de Saxe à Torgau. Par la suite, il occupa divers postes à Brisgau et à Fribourg, en Suisse. À partir de 1534, il a enseigné comme maître d'école à Berne. Son livre d'orgue, qu'il a compilé de 1513 à 1522, contient les premières danses allemandes pour orgue et des pièces de Paul Hofhaimer, Josquin des Prés, Heinrich Isaac et d'autres. On a conservé aussi dix préludes, qui sont dans un style un peu impersonnel, très proche de celui de son professeur Hofhaimer.